# Chevtchenko (Ukraine)
Pour les articles homonymes, voir Chevtchenko.
Chevtchenko (ukrainien : Шевченко, russe : Шевченко) est une commune urbaine de l'oblast de Donetsk, en Ukraine. 

## Guerre russo-ukrainienne
En janvier 2025, l'avancée des forces russes vers la ville de Pokrovsk dans le Donbass leur permet de s'emparer partiellement de la localité de Chevtchenko à 3 km au sud de la ville. Ce village possède d'importantes réserves de lithium. Elles ne sont pas encore exploitées mais pourraient former, avec trois autres mines en Ukraine, des réserves de 500 000 tonnes qui plaçeraient l'Ukraine en Europe parmi les pays détenant d'importantes quantités de lithium. En juin 2025, l'armée russe s’empare de cet important gisement de lithium,.